# La Guirlande merveilleuse
La Guirlande merveilleuse je francouzský němý film z roku 1903. Režisérem je Georges Méliès (1861–1938). Film trvá necelé čtyři minuty. Ve Spojených státech vyšel pod názvem The Marvellous Wreath a ve Spojeném království jako The Marvellous Hoop.

## Děj
Film zachycuje mušketýra, jak předvádí různé kouzelnické triky.